# 山田美鈴
山田 美鈴（やまだ みすず、1998年6月10日 - ）は、日本の女性声優。アンシェリ所属。

## 経歴
中学時代、男女問わずキャラクターを演じる沢城みゆきに感銘を受け、声優を志す。鳥取県立境高等学校時代、放送部と弓道部に所属。放送部には声優を目指して入部したが、1年生の時点で部員は誰もいなかったため唯一の部員であり部長も務めた。
高校の先生に勧められて、17歳のときに全日本声優コンテスト「声優魂（2015年）」オーディションに参加。鳥取大会にて優勝、全国大会では優秀賞に選出された。受賞後、いくつかの事務所からオーディションに誘われるが、高校卒業までは鳥取にいたいという思いから上京を躊躇した。
都内の保育園で保育士として勤務していた経歴がある。
プロ・フィット声優養成所を経て、2020年10月1日にリンク・プラン預かりとして所属が発表された。
2025年4月1日、リンク・プランの声優マネジメントの終了及び同事業がアンシェリに引き継がれたことに伴い所属事務所名が変更された。

## 人物
趣味は舞台・ミュージカル観劇や百人一首。
特技には折り紙、けん玉、手あそび（あそびうた）を挙げている。
保育士と幼稚園教諭二種免許の資格を持っている。
2016年の第4回国際マンガコンテスト表彰式「マンガアワードSHOW」では、前年の声優コンテスト優勝者として近藤孝行、古原奈々とともに公開アテレコを行った。
2022年3月10日、東京都豊島区立富士見台小学校、豊島区立千川中学校において声優・アニメ業界としての職業紹介および子どもたちに読書の大切さを伝えるキャリア教育を行った。

## 出演
太字はメインキャラクター。

### テレビアニメ
2020年
- イエスタデイをうたって

2021年
- 蜘蛛ですが、なにか?（古田未央）
- 女神寮の寮母くん。（南雲孝士）
- カノジョも彼女（女子大生）
- マギアレコード　魔法少女まどか☆マギカ外伝 2nd SEASON -覚醒前夜-（黒羽根A）
- 大正オトメ御伽話（照子）
- 先輩がうざい後輩の話（女子社員C）

2022年
- 終末のハーレム（榊光）
- ありふれた職業で世界最強（2022年 - 2024年、海人族女性A、アルテナ） - 2シリーズ
- Extreme Hearts（(8)新海奏）
- BORUTO-ボルト- NARUTO NEXT GENERATIONS（双儀らん）
- 惑星のさみだれ（南雲宗二）
- シャインポスト（客）
- 宇崎ちゃんは遊びたい!ω
- ヤマノススメ Next Summit（女子A、クラスメイト、登山客A）
- 夫婦以上、恋人未満。（まなみ）

2023年
- 最強陰陽師の異世界転生記（生徒D）
- くまクマ熊ベアーぱーんち!（カトレア）
- 異世界ワンターンキル姉さん 〜姉同伴の異世界生活はじめました〜（ラン）
- ユーチューニャー（サカナズ）
- 七つの魔剣が支配する（ミシェーラ＝マクファーレン）
- 英雄教室（アーネスト・フレイミング）
- BanG Dream! シリーズ（2023年 - 2025年、生徒A、吹奏楽部員D、観客A、役者B、末広 他） - 2シリーズ
- 冒険者になりたいと都に出て行った娘がSランクになってた（青髪の行商人）
- 君のことが大大大大大好きな100人の彼女（友人A）

2024年
- 転生貴族、鑑定スキルで成り上がる（アーノルド）
- ワンルーム、日当たり普通、天使つき。（少年）
- ダンジョンの中のひと（木の精霊系モンスター）
- 魔王軍最強の魔術師は人間だった（女性客B）
- 魔法使いになれなかった女の子の話（ユズ＝エーデル）

2025年
- 外れスキル《木の実マスター》 〜スキルの実（食べたら死ぬ）を無限に食べられるようになった件について〜（ギルド受付嬢）
- 全修。（子供たち、町民たち）
- 戦隊大失格（幼稚園の先生）
- 地獄先生ぬ〜べ〜 (2025)（赤ちゃん、サッカー部員、女子、佐々木ひさし、ハナセルーノ 他）
- 瑠璃の宝石（笠丸葵）
- わたしが恋人になれるわけないじゃん、ムリムリ!（※ムリじゃなかった!?）（クラスメイト女子、女性）
- 陰陽廻天 Re:バース（女子）
- ネクロノミ子のコズミックホラーショウ（山田さん）

### ゲーム
2020年
- デュエル・マスターズ プレイス（アーク）

2021年
- Soul of Eden（ロザリー）
- ステラメイデン～リフレクスター～ (デネブ、アークトゥルス、ドゥーベ）
- ドールズフロントライン（MAS-38）
- 艦隊これくしょん（2021年 - 2022年、長鯨、Victorious）

2022年
- N -INNOCENCE-（ニア）
- ――ｯ違う!!!+（秋葉原鳴）
- D4DJ Groovy Mix（ヴェロニカ）

2023
- イースX -NORDICS-（ディック）
- アスタータタリクス（ディナタン）

2024
- 誰ガ為のアルケミスト（ミカボシ）
- 英雄伝説 界の軌跡 -Farewell, O Zemuria-（レベッカ）

### オーディオドラマ・ドラマCD
- "自称"超能力少女・三船ユリ(2021年、大月ハルコ[29])
- 悩ましい彼 美しい彼3（2023年）[30]

### デジタルコミック
- 幸運王子と不運令嬢が相殺結婚したら溺愛が始まりました（2024年、アビー[31]）

### テレビ番組
※はインターネット配信。
- 山田美鈴の山あり谷あり美鈴あり（2020年 - 、ニコニコ生放送※）

### ラジオ番組
※はインターネット配信。
- コクドル！ WEBラジオ「るーとなびげーしょん！」（2023年 - 、ニコニコ生放送、YouTube※）
- まほなれラジオ～レットラン魔法学校普通科ホームルーム（2024年、文化放送[32]）

### その他コンテンツ
- キャラクタープロジェクト『コクドル！』（2023年、九城美雲[33])

## ディスコグラフィ

### キャラクターソング
| 発売日   | 商品名                                         | 歌                     | 楽曲                                                    | 備考                                                    |
| 2022年   | 2022年                                         | 2022年                 | 2022年                                                  | 2022年                                                  |
| -------- | ---------------------------------------------- | ---------------------- | ------------------------------------------------------- | ------------------------------------------------------- |
| 8月31日  | KIRA YA FLY HIGH                               | It's your サイダー     | 「KIRA YA FLY HIGH」 「ユメシロップサイダー」           | 『IDOL舞SHOW』関連曲                                    |
| 2023年   |                                                |                        |                                                         |                                                         |
| 7月12日  | Get into the Abyssmare                         | Abyssmare              | 「Get into the Abyssmare」 「WINNER」 「I AM THE BEST」 | ゲーム『D4DJ Groovy Mix』関連曲                         |
| 7月12日  | D4DJ Groovy Mix カバートラックス vol.8         | Abyssmare              | 「怪物」 「Red fraction」                               | ゲーム『D4DJ Groovy Mix』関連曲                         |
| 10月11日 | STORY                                          | Abyssmare              | 「STORY」 「Raindrops」 「Take Me On」                  | ゲーム『D4DJ Groovy Mix』関連曲                         |
| 12月20日 | D4DJ EXCLUSIVE TRACKS                          | D4DJ ALL STARS         | 「LOVE!HUG!GROOVY!! +nova」                             | ゲーム『D4DJ Groovy Mix』関連曲                         |
| 2024年   |                                                |                        |                                                         |                                                         |
| 2月28日  | TVアニメ『英雄教室』オリジナルサウンドトラック | アーネスト（山田美鈴） | 「ありがとう」                                          | 『英雄教室』Blu-ray 第2巻 OVA「バンドやろうぜ！」挿入歌 |
| 4月24日  | D4DJ Groovy Mix カバートラックス vol.9         | Abyssmare              | 「第六感」                                              | ゲーム『D4DJ Groovy Mix』関連曲                         |
| 5月22日  | D4DJ XROSS∞BEAT                                | UniChØrd×Abyssmare     | 「CYBERPUNK」                                           | ゲーム『D4DJ Groovy Mix』関連曲                         |
| 5月22日  | D4DJ XROSS∞BEAT                                | Peaky P-key×Abyssmare  | 「NUMBER 1 and ONLY!!!!」                               | ゲーム『D4DJ Groovy Mix』関連曲                         |
| 6月19日  | トーキョーオタクデート/AXIS the world          | Abyssmare              | 「AXIS the world」 「バイララバイ」                     | ゲーム『D4DJ Groovy Mix』関連曲                         |
| 2025年   |                                                |                        |                                                         |                                                         |
| 3月5日   | 儚くも永久のカナシ                             | Abyssmare              | 「儚くも永久のカナシ」                                  | ゲーム『D4DJ Groovy Mix』関連曲                         |

### その他参加楽曲
| 楽曲       | タイアップ                                       | 時期   |
| ---------- | ------------------------------------------------ | ------ |
| たゆたう縁 | スマートフォンアプリ『アスタータタリクス』挿入歌 | 2023年 |